# ヴァディム・ヘトマン
ヴァディム・ペトロヴィチ・ヘトマン（ウクライナ語: Вади́м Петро́вич Ге́тьман、1935年7月12日 - 1998年4月22日）は、ウクライナの政治家、経済学者、銀行家、金融家。ウクライナ国立銀行総裁（1992年3月～12月）、ウクライナ最高議会議員、ウクライナ為替取引所（UMVB）委員会委員長を歴任。経済学候補（博士相当）。1997年「マン・オブ・ザ・イヤー」受賞者。1998年4月22日、キエフの自宅アパートのエレベーターで6発の銃弾を受けて暗殺された。2005年にウクライナ英雄に叙せられた。

## 経歴
ヴァディム・ヘトマンは1935年7月12日、ウクライナ・ソビエト社会主義共和国（ソビエト連邦）ポルタヴァ州ルブヌィ地区スニティン村で、農村の言語学教師の家庭に生まれた。父ペトロ・トロヒモヴィチと母ニナ・レオンティイヴナは地元の学校で教鞭をとっていた。スニティン七年制学校を卒業後、村郊外のリティヴャキ中等学校で学んだ。
1956年、キエフ金融経済学院（現：ヴァディム・ヘトマン記念キエフ国立経済大学）金融学部を卒業。同年、ザポリージャ州のソビエト連邦農業銀行地方支店にクレジット検査官として配属された。その後、ザポリージャ州立銀行地方支店の主任検査官を務めた。
1959年からザポリージャ州財務部の国民経済融資課長、1963年から州人民管理委員会の検査官、1970年から価格部門の責任者を歴任。1973年、ザポリージャ州執行委員会の計画委員会委員長に就任。1975年、ウクライナ・ソビエト社会主義共和国国家価格委員会の第一副議長に任命された。
1987年、ウクライナ農業産業銀行（後のウクライナ銀行）の理事長に就任し、1990年から民営化後の同銀行（アクツィオネルヌィ商業農業銀行「ウクライナ」）を率いた。この役職は1992年3月まで続いた。
1990年3月、チェルカースィ州ウマン選挙区（第425区）からウクライナ最高議会第1期議員に選出され、1994年5月10日まで務めた。1992年、経済改革に関するウクライナ調整評議会のメンバーとなった。
1992年3月、ウクライナ国立銀行総裁に選任され、同年12月まで在任。1993年からウクライナ為替取引所（UMVB）の委員会委員長を務めた。
1994年、チェルカースィ州タルネ選挙区（第426区）から最高議会第2期議員に再選。「独立」議員グループのリーダーを務め、1996年9月に議会副議長選挙に立候補。ウクライナ憲法の策定と採択に積極的に関与した。
1997年、「1996年最優秀議員」「1997年最優秀金融家」の賞を受賞。1998年3月、チェルカースィ州第198選挙区から最高議会選挙に立候補したが、21.8%の得票で2位となり落選した。

## 金融家としての活動
ザポリージャ州執行委員会の銀行、金融、計画部門でキャリアを積んだ。1975年から1987年までウクライナ国家価格委員会の第一副議長を務め、1987年からウクライナ農業産業銀行（後のウクライナ銀行）の理事長に就任。1990年からは民営化後の同銀行を率いた。1992年、ウクライナ国立銀行総裁、1993年からウクライナ為替取引所（UMVB）の委員会委員長を務めた。

## 政治家としての活動

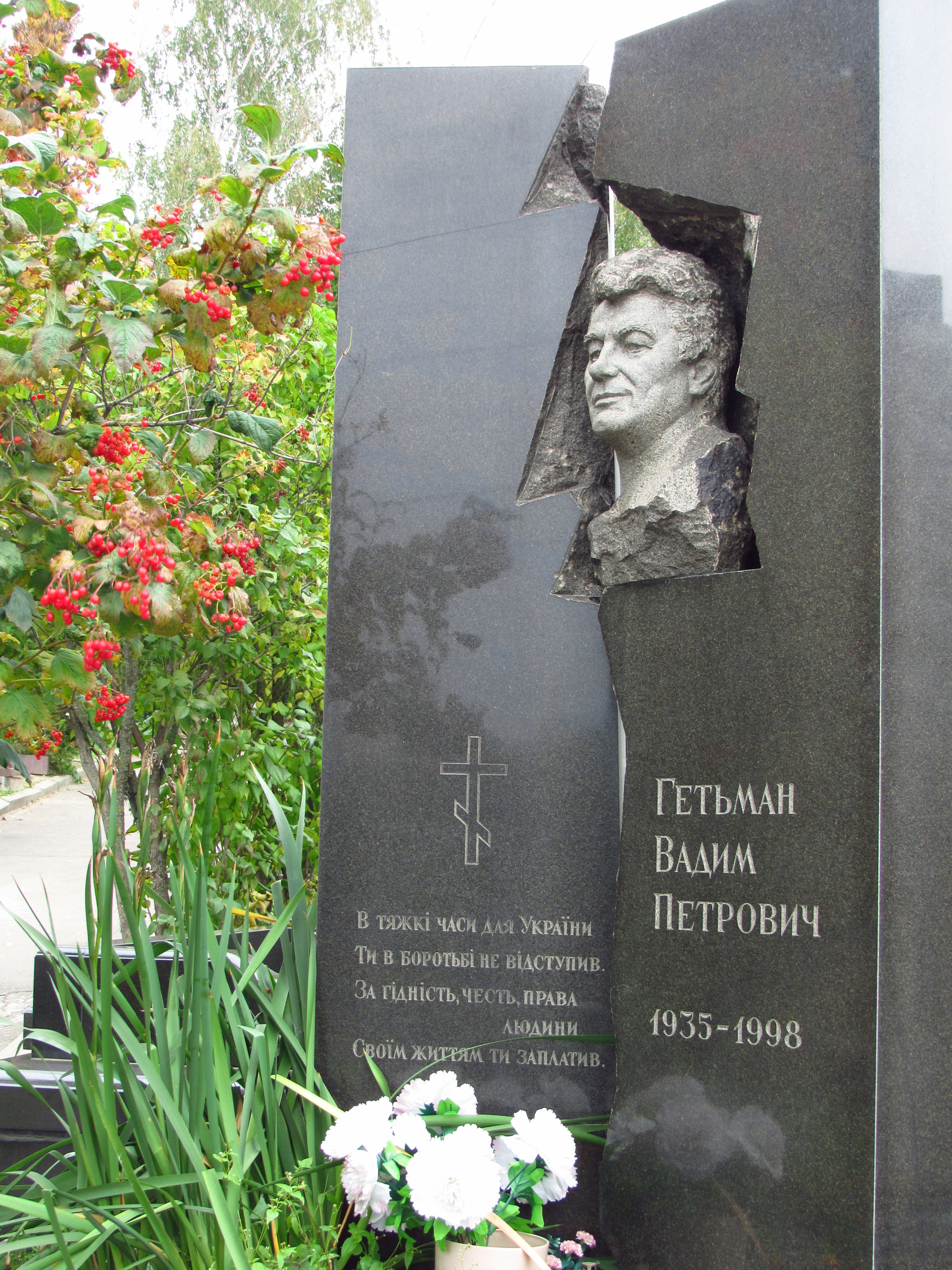
バイコヴェ墓地のヴァディム・ヘトマンの墓

1992年から経済改革に関するウクライナ調整評議会のメンバー。最高議会第1期・第2期議員として、財政・銀行活動委員会の副委員長を務めた。1996年、議会副議長選挙に立候補し、ウクライナ憲法の策定に貢献した。

## 暗殺
1998年4月22日、キエフの自宅ビルのエレベーターで6発の銃弾を受け暗殺された。2002年、容疑者セルヒイ・クレビ（当時29歳、「クシュニール・ギャング」と呼ばれるドンバス犯罪組織のメンバー）が逮捕された。2003年4月、ルハンシク州控訴裁判所はクレビに終身刑と財産没収を宣告。2005年8月、クレビはウクライナ最高裁判所に恩赦を求めたが、現在も服役中。捜査当局は、元ウクライナ首相パヴロ・ラザレンコの指示による暗殺と結論づけた。
ヘトマンはキエフのバイコヴェ墓地中央通路（区画52a、北緯50度25分18.13秒 東経30度30分26.27秒 / 北緯50.4217028度 東経30.5072972度）に埋葬された。

## 学術称号
- 国際情報化アカデミー院士
- ウクライナ工学科学院通信会員
- 経済学候補（博士相当）
- 1996年全国プログラム「マン・オブ・ザ・イヤー」で「最優秀議員」に選出[2]。

## 受賞
- ウクライナの英雄（国家勲章授与、2005年7月11日、死後叙勲） - 「ウクライナ国家の金融システム構築、銀行業および通貨・金融市場の発展への顕著な貢献、並びに公共・政治活動に対して」[5]。
- ウクライナ大統領名誉章（1995年7月19日） - 「銀行システムの確立と発展への多大な貢献に対して」[6]。
- 名誉記章勲章、6つのメダル、ウクライナ最高議会幹部会名誉表彰状[2]。

## 記念事業
暗殺後間もなく、キエフのウクライナ国立銀行本部（インスティトゥツカ通り）前にヘトマンを記念する石碑が設置された。
2005年7月11日、死後にウクライナの英雄に叙せられた。同年7月12日、ヘトマンが居住し暗殺されたキエフのムィハイロ・オメリアノヴィチ＝パヴレンコ通り13番地の建物に記念銘板が設置された。
2005年、ヘトマンが1950年代に学んだキエフ金融経済学院の後継であるヴァディム・ヘトマン記念キエフ国立経済大学が彼の名を冠した。
2005年7月12日、ザポリージャのポシュトヴァ通り32-A番地（トゥルゲーネフ通りとポシュトヴァ通りの角）の建物に、ヘトマンの70歳の誕生日を記念する銘板が設置された。この建物は、ヘトマンが1969年から1975年まで居住した場所で、彼は1956年からザポリージャの金融・計画機関で働いていた。
2006年4月19日、キエフのインドゥストリアルナ通りがヘトマンの名に改称された。また、ビーラ・ツェルクヴァにもヴァディム・ヘトマン通りが設けられた。
ヘトマンの名を冠したヴァディム・ヘトマン杯ヨットレガッタが開催されている。
2006年4月19日、ウクライナ内閣は経済系高等教育機関の2年生以上の昼間部学生を対象としたヴァディム・ヘトマン記念奨学金を設立した。

## 文化的関連
ヴァディム・ヘトマンの生涯と暗殺は、ウクライナの文化的記憶にも影響を与えた。ウクライナの作家・脚本家ヴァシル・ゼムリャクの小説『白鳥の群れ』（ウクライナ語: Лебедина зграя、1965年）は、ヘトマンが生まれ育ったポルタヴァ州の農村を舞台に、ホロドモール後の集団化の影響を描いている。ヘトマンの金融改革は、ソビエト時代から独立ウクライナへの移行期における経済的課題に取り組むものであり、ゼムリャクの作品が描く農村社会の変容と間接的に共鳴する。